# Будівництво 514 і ВТТ
Будівництво 514 і ВТТ — підрозділ в системі ГУЛАГ, оперативне керування якого здійснювало спочатку Спеціальне головне управління Главспеццветмета (СГУ).
Організований між 17.03.49 і 06.04.49 (перейменований з Будівництво 1418 і ВТТ);

закритий 14.05.53 (перейменований в Красногорський ВТТ).
Дислокація: Свердловська область, м. Нижня Тура; м. Свердловськ (нині Єкатеринбург)

## Виконувані роботи
- будівництво Нижньо-Туринської ГРЕС до 21.09.49, ЛЕП-220 від Нижньо-Туринської ГРЕС,
- будівництво заводу 718, бетонного, каменедробильного, асфальтобетонного заводів, електровозних депо, проходка штолень і шахт, залізничних тунелів,
- будівництво заводу 418 (для серійного виготовлення атомних бомб), першої черги об'єкта 917,
- будівництво заводу мінеральної вати, цеху прокату, виготовлення шлакоблоків,
- лісозаготівлі,
- будівництво казарм спеціальних частин ГУВО МГБ при заводі 718,
- будівництво помольних установок для виробництва меленого негашеного вапна, мосту через р. Іменну, з-да 814 (по електромагнітному збагаченню урана), роботи по кар'єру № 2,
- будівництво залізничної гілки і автомобільної дороги,
- реконструкція установки СУ-20 і цеху «ДМ»,
- добування будівельного каменю,
- робота на заводі ЗБВ і шлакоблоковому заводі,
- підсобне с/г,
- будівництво лісового господарства, житлове та культурно-побутове будівництво.